# RuPaul's Drag Race All Stars (decima edizione)
La decima stagione di RuPaul's Drag Race All Stars, nota anche come RuPaul's Drag Race All Stars: Tournament of All Stars, è andata in onda negli Stati Uniti dal 9 maggio al 17 luglio 2025 sulla piattaforma streaming Paramount+. Questa stagione è stata annunciata il 16 agosto 2024, e il cast è stato rivelato tramite una live YouTube, sul canale ufficiale dello show il 23 aprile 2025.
Per la prima volta le concorrenti hanno gareggiato in un torneo suddiviso a gironi composto da sei concorrenti ciascuna: ogni settimana vincendo le sfide possono guadagnare punti per accedere alle semifinali, fino a raggiungere le fasi finali del programma per vincere il premio in denaro del valore di 200000 $.
Ginger Minj, vincitrice della decima edizione, ha ricevuto come premio 200000 $, una fornitura di un anno di cosmetici della Anastasia Beverly Hills Cosmetics, una corona e uno scettro di Fierce Drag Jewels.

## Concorrenti
Le otto concorrenti che partecipano al reality show sono:
| Girone | Concorrente              | Vero nome                     | Età | Città                     | Edizione originale    | Posizionamento edizione originale | Posizionamento        |
| ------ | ------------------------ | ----------------------------- | --- | ------------------------- | --------------------- | --------------------------------- | --------------------- |
| 3      | Ginger Minj              | Joshua Allen Eads             | 39  | Orlando – Florida         | 7ª edizione           | Finalista                         | Vincitrice            |
| 3      | Ginger Minj              | Joshua Allen Eads             | 39  | Orlando – Florida         | 2ª edizione All Stars | 8º posto                          | Vincitrice            |
| 3      | Ginger Minj              | Joshua Allen Eads             | 39  | Orlando – Florida         | 6ª edizione All Stars | Finalista                         | Vincitrice            |
| 2      | Jorgeous                 | Jorge Meza                    | 24  | Los Angeles – California  | 14ª edizione          | 6º/7º posto                       | 2º posto              |
| 2      | Jorgeous                 | Jorge Meza                    | 24  | Los Angeles – California  | 9ª edizione All Stars | dal 4º all'8º posto               | 2º posto              |
| 1      | Bosco                    | Blair Constantino             | 31  | Seattle – Washington      | 14ª edizione          | 3º/4º/5º posto                    | 3º/4º posto           |
| 2      | Lydia B. Kollins         | Nicholas Fry                  | 23  | Pittsburgh – Pennsylvania | 17ª edizione          | 7º posto                          | 3º/4º posto           |
| 1      | Aja                      | Venus Nadya Oshun             | 30  | New York – New York       | 9ª edizione           | 9º posto                          | dal 5º all'8º posto   |
| 1      | Aja                      | Venus Nadya Oshun             | 30  | New York – New York       | 3ª edizione All Stars | 7º posto                          | dal 5º all'8º posto   |
| 3      | Daya Betty               | Trenton Clarke                | 28  | Chicago – Illinois        | 14ª edizione          | 3º/4º/5º posto                    | dal 5º all'8º posto   |
| 1      | Irene the Alien          | Ian Hill                      | 30  | Seattle – Washington      | 15ª edizione          | 16º posto                         | dal 5º all'8º posto   |
| 2      | Kerri Colby              | Elyse Alessandra Anderson     | 24  | Los Angeles – California  | 14ª edizione          | 9º posto                          | dal 5º all'8º posto   |
| 2      | Mistress Isabelle Brooks | Israel                        | 25  | Houston – Texas           | 15ª edizione          | 3º/4º posto                       | 9º posto              |
| 3      | Cynthia Lee Fontaine     | Carlos Díaz Hernández         | 43  | Austin – Texas            | 8ª edizione           | 10º posto                         | 10º posto             |
| 3      | Cynthia Lee Fontaine     | Carlos Díaz Hernández         | 43  | Austin – Texas            | 9ª edizione           | 10º posto                         | 10º posto             |
| 3      | Acid Betty               | Jamin Ruhren                  | 46  | New York – New York       | 8ª edizione           | 8º posto                          | dall'11º al 18º posto |
| 3      | Alyssa Hunter            | Joshua Enrique Ortolaza Resto | 31  | Cataño – Porto Rico       | 14ª edizione          | 13º posto                         | dall'11º al 18º posto |
| 1      | DeJa Skye                | Willie Redman                 | 34  | Las Vegas – Nevada        | 14ª edizione          | 6º/7º posto                       | dall'11º al 18º posto |
| 3      | Denali                   | Cordero Matthew Zuckerman     | 32  | Chicago – Illinois        | 13ª edizione          | 8º posto                          | dall'11º al 18º posto |
| 2      | Nicole Paige Brooks      | Brian Christopher Pryor       | 50  | Atlanta – Georgia         | 2ª edizione           | 11º posto                         | dall'11º al 18º posto |
| 1      | Olivia Lux               | Fred Carlton Bunton           | 31  | New York – New York       | 13ª edizione          | 5º posto                          | dall'11º al 18º posto |
| 1      | Phoenix                  | Brian Trapp                   | 43  | Atlanta – Georgia         | 3ª edizione           | 12º posto                         | dall'11º al 18º posto |
| 2      | Tina Burner              | Kristian Seeber               | 43  | New York – New York       | 13ª edizione          | 7º posto                          | dall'11º al 18º posto |

## Tabella eliminazioni
| Ordine | Episodi  | Episodi  | Episodi     | Episodi  | Episodi  | Episodi  | Episodi | Episodi | Episodi | Episodi     | Episodi     | Episodi          |
| Ordine | 1        | 2        | 3           | 5        | 4        | 6        | 7       | 8       | 9       | 10          | 11          | 12               |
| Gruppi | 1        | 1        | 1           | 2        | 2        | 2        | 3       | 3       | 3       | Individuale | Individuale | Individuale      |
| ------ | -------- | -------- | ----------- | -------- | -------- | -------- | ------- | ------- | ------- | ----------- | ----------- | ---------------- |
| 1      | Aja      | Bosco    | Irene       | Lydia    | Jorgeous | Jorgeous | Ginger  | Ginger  | Daya    | Ginger      | Bosco       | Ginger Minj      |
| 2      | Irene    | Irene    | Bosco       | Tina     | Mistress | Lydia    | Daya    | Denali  | Ginger  | Jorgeous    | Ginger      | Jorgeous         |
| 3      | Bosco    | Aja      | Aja         | Jorgeous | Kerri    | Mistress | Acid    | Acid    | Cynthia | Bosco       | Jorgeous    | Bosco            |
| 4      | DeJa     | DeJa     | DeJa        | Kerri    | Lydia    | Kerri    | Alyssa  | Alyssa  | Acid    | Daya        | Aja         | Lydia B. Kollins |
| 5      | Olivia   | Olivia   | Olivia      | Mistress | Nicole   | Nicole   | Cynthia | Cynthia | Alyssa  | Irene       | Daya        | Daya Betty       |
| 6      | Phoenix  | Phoenix  | Phoenix     | Nicole   | Tina     | Tina     | Denali  | Daya    | Denali  | Aja         | Irene       | Aja              |
| 7      |          |          |             |          |          |          |         |         |         | Lydia       | Lydia       | Irene the Alien  |
| 8      | Mistress | Mistress | Kerri Colby |          |          |          |         |         |         |             |             |                  |
| 9      | Cynthia  |          |             |          |          |          |         |         |         |             |             |                  |

     La concorrente ha vinto la gara
     La concorrente è arrivata in finale ma non ha vinto la gara
     La concorrente ha vinto la sfida, si è esibita in playback e ha vinto (ep. 1-9) / La concorrente ha vinto la puntata (ep. 10-11)
     La concorrente ha vinto la sfida, si è esibita in playback e ha perso (ep. 1-9) / La concorrente figura tra le prime ma non ha vinto la puntata (ep. 10-11)
     La concorrente figure tra le ultime nell'ultimo episodio del gruppo di riferimento, ma accede alle semifinale in quanto ha accumulato abbastanza punti per avanzare alle fase successiva.
     La concorrente è salva e accede alla puntata successiva (l'ordine di chiamata è casuale)
     La concorrente figura tra le ultime ma non è a rischio eliminazione
     La concorrente figiura tra le ultime, e deve assegnare gli MVQ (ep. 1-9) / La concorrente figura tra le ultime ed è a rischio eliminazione (ep. 10-11)
     La concorrente è stata eliminata
     La concorrente è stata eliminata, ma poi riammessa in finale grazie alla wildcard assegnata dai giudici

### Tabella punteggi
| Gruppo 1    |       |       |       |       |       |       |        |
| Episodi     | 1     | 1     | 2     | 2     | 3     | 3     | Totale |
|             |       |       |       |       |       |       | Totale |
| Concorrente | Punti | Punti | Punti | Punti | Punti | Punti | Totale |
| Irene       | +2    | –     | +2    | –     | +3    | –     | 7      |
| Bosco       | –     | +1    | +3    | –     | +2    | –     | 6      |
| Aja         | +3    | –     | –     | –     | –     | +2    | 5      |
| DeJa        | –     | +1    | –     | +2    | –     | +1    | 4      |
| Olivia      | –     | +1    | –     | +2    | –     | +1    | 3      |
| Phoenix     | –     | +1    | –     | –     | –     | –     | 1      |

| Gruppo 2    |       |       |       |       |       |       |        |
| Episodi     | 4     | 4     | 5     | 5     | 6     | 6     | Totale |
|             |       |       |       |       |       |       | Totale |
| Concorrente | Punti | Punti | Punti | Punti | Punti | Punti | Totale |
| Jorgeous    | –     | +2    | +2.5  | –     | +3    | –     | 7.5    |
| Lydia       | +3    | –     | –     | +1    | +2    | +1    | 7      |
| Mistress    | –     | +2    | +2.5  | –     | –     | –     | 4.5    |
| Kerri       | –     | –     | –     | +2    | –     | +2    | 4      |
| Tina        | +2    | –     | –     | –     | –     | +1    | 3      |
| Nicole      | –     | –     | –     | +1    | –     | –     | 1      |

| Gruppo 3    |       |       |       |       |       |       |        |
| Episodi     | 7     | 7     | 8     | 8     | 9     | 9     | Totale |
|             |       |       |       |       |       |       | Totale |
| Concorrente | Punti | Punti | Punti | Punti | Punti | Punti | Totale |
| Ginger      | +3    | –     | +3    | –     | +2    | –     | 8      |
| Daya        | +2    | –     | –     | +1    | +3    | –     | 6      |
| Cynthia     | –     | +1    | –     | +3    | –     | +1    | 5      |
| Denali      | –     | +1    | +2    | –     | –     | +1    | 4      |
| Acid        | –     | +1    | –     | –     | –     | +1    | 2      |
| Alyssa      | –     | +1    | –     | –     | –     | +1    | 2      |

Legenda
     La concorrente ha vinto la sfida e il playback, guadagnando un punto extra
     La concorrente ha vinto la sfida, ma ha perso il playback e non ha guadagnato un punto extra
     La concorrente ha ricevuto una punto MVQ da parte di una concorrente che è andata peggio nella sfida
     La concorrente è qualificata per le semifinali
     La concorrente non è qualificata per le semifinali

## Giudici
- RuPaul
- Michelle Visage
- Carson Kressley
- Ross Mathews
- Ts Madison

### Giudici ospiti
- Adam Shankman
- Ariana Grande
- Chappell Roan
- Colman Domingo

- Cynthia Erivo
- Devery Jacobs
- Ice Spice
- Jamal Sims

- Kate Beckinsale
- Mayan Lopez
- Sarah Michelle Gellar
- Susanne Bartsch

## Special guest
- Jamal Sims
- Abby Prohaska
- Hunter Hernandez
- Lauren Betts
- Maya Hernandez

- Nevaeh Dean
- Talia von Oelhoffen
- Leland
- Gabe Lopez
- Orville Peck

- David Steinberg
- Zane Phillips
- Raven
- Raja
- Angeria Paris VanMicheals